# On Your Toes
On Your Toes és una pel·lícula musical estatunidenca de 1939 dirigida per Ray Enright. La coreografia és de George Balanchine que havia creat el ballet pel musical homònim de l'any 1936, i la seva dona, la ballarina Vera Zorina, protagonitza la pel·lícula.

## Argument
Mentre ensenya música a la Universitat de Knickerbocker, Phil Junior Dolan III intenta persuadir Sergei Alexandrovitch, el director del Ballet Rus, de posar en escena el ballet de jazz Slaughter on Tenth Avenue. Després d'implicar-se amb la ballarina principal de la companyia, Vera Barnova, Junior es veu obligat a assumir el paper principal masculí a Slaughter. Els problemes sorgeixen quan es converteix en l'objectiu de dos matons contractats per l'amant i company de ball de la Vera per matar-lo.

## Repartiment
- Vera Zorina : Vera Barnova
- Eddie Albert : Phil Dolan Jr.
- Alan Hale : Sergei Alexandrovitch
- Frank McHugh : Paddy Reilly
- James Gleason : Phil Dolan Sr.
- Leonid Kinskey : Ivan Boultonoff
- Gloria Dickson : Peggy Porterfield
- Queenie Smith : Mrs. Lil Dolan
- Erik Rhodes : Konstantin Morrisine
- Berton Churchill : Donald Henderson
- Donald O'Connor : Phil Jr. nen
- Sarita Wooton : Vera nena
- Adia Kuznetzoff : el segon assassí (sense acreditar)
- Leon Belasco : Mishka (sense acreditar)
- Carla Laemmle : ballarina (sense acreditar)

## Producció
Tot i que algunes de les cançons de la partitura de Broadway es van utilitzar com a música de fons, la pel·lícula no té cap cant. El ballet Slaughter on Tenth Avenue sí que apareix al final de la pel·lícula, amb coreografia de George Balanchine, una de les vuit pel·lícules per a les quals va crear els balls. El personatge d'Eddie Albert balla de protagonista al ballet, davant de Zorina. Segons John Reid, "Albert no era un ballarí... Però amb l'ajuda d'un doble visual per a un o dos girs més tocs posteriors a la sincronització, en realitat es gestiona força bé, i fins i tot duets amb la gran Zorina amb una facilitat raonable.